# 822 Lalage
822 Lalage је астероид главног астероидног појаса са средњом удаљеношћу од Сунца која износи 2,255 астрономских јединица (АЈ). 
Апсолутна магнитуда астероида је 12,18 а геометријски албедо 0,020.